# John Wolcot

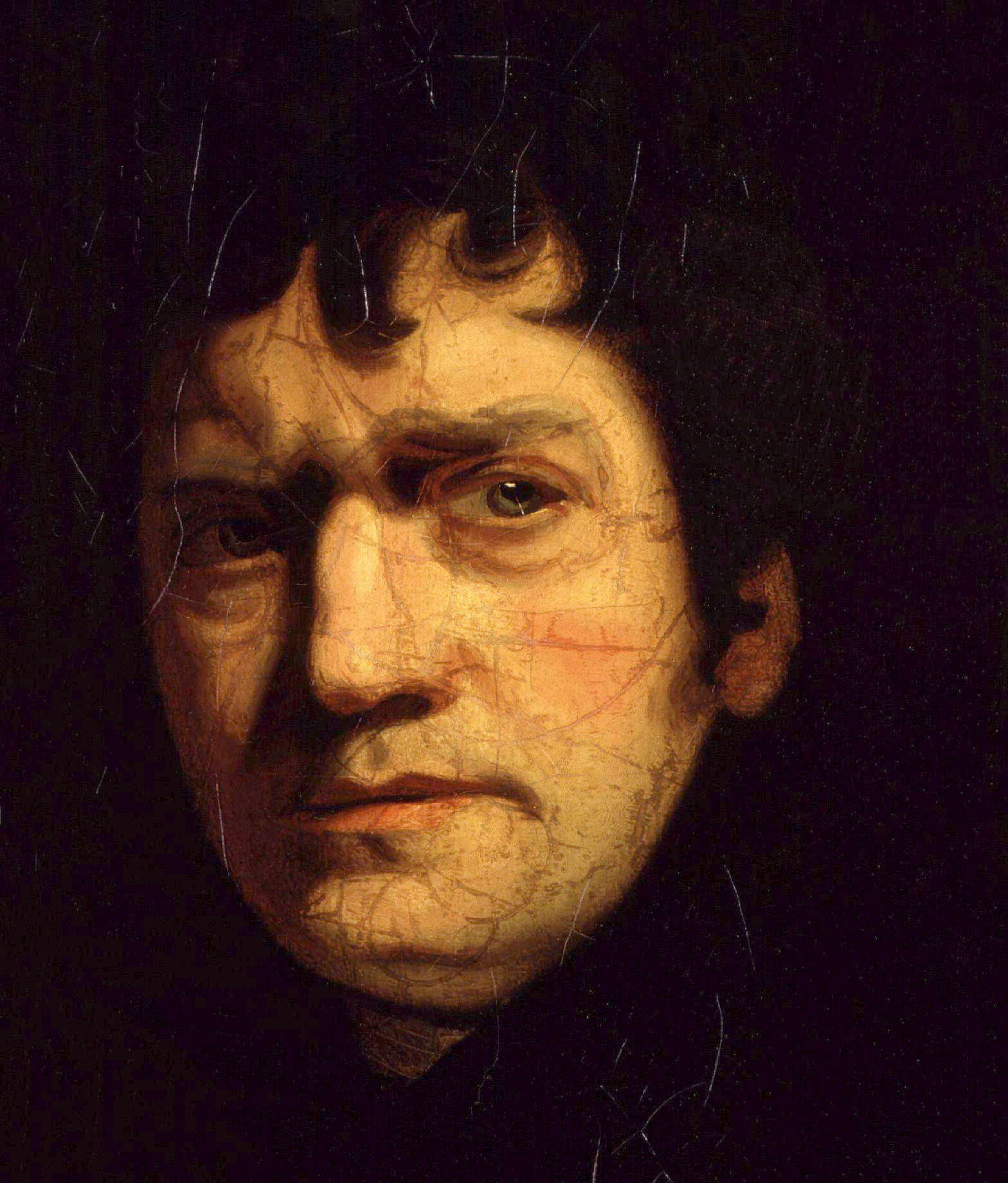
John Wolcot, porträtt av John Opie.

John Wolcot, född 9 maj 1738 i London, död 14 januari 1819 i London, var en engelsk satiriker under pseudonymen Peter Pindar.
Wolcot förvärvade medicine doktorsgrad i Aberdeen 1767 och följde därefter med guvernören Trelawny till Jamaica, men återvände och lät prästviga sig 1769, varefter han innehade ett prästgäll på Jamaica till 1772, då han bosatte sig som läkare i Truro, England. 
Indragen i de politiska partistriderna, flyttade han 1781 till London, upphörde med sin medicinska praktik och levde därefter på en årsränta, för vilken han sålt förlagsrätten till sina bitande paskiller. 
Wolcott tog gärna kung Georg III:s besynnerligheter till mål för sin kvickhet (bland annat i The apple-dumplings of a king och The Lousiad, 1785), så att ministrarna sökte, om än förgäves, muta den närgångne skribenten för att bringa honom till tystnad. 
Dessutom gycklade han med de lärde, med ministrarna, hovpoeterna och de akademiska målarna (Lyric odes to the royal academicians med mera). Wolcotts stil var späckad med lyckat burleska uttryck, men våldsam i personliga anfall, karikerande och ända till oanständighet grov. Hans skrifter, utgivna 1796 i 4 band, upplevde flera upplagor.